# رود ناتوری
رود ناتوری (به لاتین: Natori River) یک رود در ژاپن است که در استان میاگی واقع شده‌است.